# Classe ATC B
La classe ATC B, dénommée « Sang et organes hématopoiétiques », est un groupe anatomique de la classification anatomique, thérapeutique et chimique, développée par l'OMS pour classer les médicaments et autres produits médicaux. La classe ATC vétérinaire correspondante dans la classification ATCvet est QB. Le groupe présenté ici est celui établi par l'OMS, et peut donc différer des versions dérivées utilisées dans certains pays.

## B:Sanget organes hématopoïétiques
B01 Agents Antithrombotiques
B02 Antihémorragiques
B03 Antianémiants
B05 Substituts du sang et solutions de perfusion
B06 Autres médicaments utilisés en hématologie